# Bat 21
Bat 21 es una película estadounidense de 1988, basada en la novela homónima de William C. Anderson y dirigida por Peter Markle, con Gene Hackman y Danny Glover en los principales papeles.

## Argumento
Durante la guerra de Vietnam, un avión EB-66 de observación es derribado. El único superviviente es el teniente coronel Hambleton (Gene Hackman), que además es un experto en misiles. Como Hambleton es un militar de gran interés para el ejército estadounidense, se pone en marcha una misión de rescate, a pesar de ser ésta muy peligrosa. Hambleton se comunica con el equipo de rescate mediante una radio portátil. El problema es que el Vietcong le está escuchando, y Hambleton lo sabe. El seguimiento de la operación de rescate es asignado a un controlador aéreo avanzado (Danny Glover) quien vuela en un Cessna O-2 Skymaster. Puesto que el rescate en la zona del derribo es imposible, el propio teniente coronel Hambleton idea un plan para llegar a otra zona de rescate más segura: un sistema basado en la forma de diferentes hoyos de campos de golf que conoce, con el cual transmite sus movimientos al equipo de rescate sin que los enemigos, que escuchan sus transmisiones, puedan descifrarlo (en teoría, al ser el golf un deporte desconocido para ellos). 
La película está basada en hechos reales: el piloto y experto en contramedidas electrónicas (con el nombre en clave de Bat 21, que es el que da nombre a la película, por cuestiones de inteligencia y para evitar el rastreo enemigo o el uso del derribado con otros fines) es tratado de rescatar, pero la misión resulta muy difícil debido a que el Vietcong está lanzando la mayor ofensiva terrestre de la guerra, durante las celebraciones del Tet (podría hacerse una analogía con la Navidad cristiana), momento en el que los norteamericanos no iban a atacar como respeto a la fe local y para conservar la simpatía de Vietnam del Sur, que mantenía esas creencias.

## Elenco
- Gene Hackman como el Teniente coronel Iceal Hambleton (nombre clave Bat 21)
- Danny Glover como el Capitán Bartholomew Clark (nombre clave Birddog)
- Jerry Reed como el coronel George Walker
- David Marshall Grant como el Teniente Ross Carver, piloto del Jolly Green
- Clayton Rohner como el sargento Harley Rumbaugh
- Erich Anderson como el Mayor Jake Scott
- Joe Dorsey como el coronel Douglass
- Reverend Michael Ng como un vietnamita
- Theodore Chan Woei-Shyong como el niño en el puente
- Don Ruffin como un tripulante del helicóptero
- Scott A. Howell como un tripulante del helicóptero
- Michael Raden como un tripulante del helicóptero
- Timothy Fitzgerald como un oficial del EB-66
- Stuart Hagen como un oficial del EB-66
- Jeff Baxter como artillero de helicóptero
- Alan King as como artillero de helicóptero

- Datos: Q795482